# Сентенаріо (Неукен)
```

```

Сентена́ріо (ісп. Centenario) — містечко в Аргентині, в департаменті Конфлуенсія провінції Неукен. Місто розташоване на півдні долини річки Неукен, навпроти міста Сінко-Сальтас провінції Ріо-Негро. 
Економіка міста, як і всього району верхів'їв Ріо-Негро, заснована на сільському господарстві, переважно вирощуванні фруктів. Містечко розташоване за 15 км від міста Неукен, одного з найбільших в Патагонії, і останнім часом фактично стало «спальним» районом міста.

## Історія
Під час кампанії заселення пустелі у цій місцевості поселилися селяни, які займалися вирощуванням овець і корів та овочівництвом. Їхнє селище мало назву Колонія Саюеке (ісп. Colonia Sayhueque).
Після спорудження дамби за 15 км від Сентенаріо у 1919 році навколишні долини перестали страждати через повені і з'явилася можливість побудувати мережу зрошувальних каналів. Завдяки цьому у регіоні стало можливим високопродуктивне сільське господарство, яке перетворилося на основне джерело доходу місцевості. Зі зростанням кількості селян у колонії було подане прохання до президента Аргентини Іполіто Ірігоєна про офіційне заснування міста, яке було задоволене 11 жовтня 1922 року.
26 лютого 1924 року місто змінило назву на Колонія Сентенаріо (ісп. Colonia Centenario — Столітня Колонія). Назва була дана на честь століття проголошення незалежності Аргентини.
1930 року у Сентенаріо відкрився перший поліцейський відділок.
1933 року у місті було створене поштове відділення.
1934 року була відкрита перша школа.
1947 року у Сентенаріо було збудовано перший католицький храм Богоматері Луханської. 1964 року було створено парафію.
1963 року виходець з України доктор Бурд відкриває у Сентенаріо перший шпиталь.
1972 року було збудовано перший холодокомбінат.

## Економіка
Головною галуззю виробництва у Сентенаріо є вирощування фруктів, в основному груш і яблук. Сади займають площу більше 2000 га. Також вирощують картоплю, кукурудзу, люцерну тощо.
Окрім власне вирощування продукції, у місті є кілька пакувальних заводів та кооперативів.
Лише 20% виробництва індустріалізоване. 60% продукції йде на експорт.
Іншими важливими галузями місцевості є вирощування кіз, лісова промисловість, бджільництво.

## Клімат
Клімат Неукена континентальний, напівпосушливий. Температурам властиві значні коливання протягом року і протягом доби. Середня річна температура повітря 12-14 °C. Середня річна кількість опадів 300 мм. Літо тепле, із середньою температурою 24 °C у січні. Зими холодні, середня температура липня 6 °C, можливі нічні заморозки. Снігопади нечасті, у середньому раз на 5 років. Абсолютний максимум температури 42,3 °C, абсолютний мінімум −12,8 °C. Вітри можуть сягати швидкості 120 км/год.
| Клімат Сентенаріо                                                                    | Клімат Сентенаріо | Клімат Сентенаріо | Клімат Сентенаріо | Клімат Сентенаріо | Клімат Сентенаріо | Клімат Сентенаріо | Клімат Сентенаріо | Клімат Сентенаріо | Клімат Сентенаріо | Клімат Сентенаріо | Клімат Сентенаріо | Клімат Сентенаріо | Клімат Сентенаріо |
| Показник                                                                             | Січ.              | Лют.              | Бер.              | Квіт.             | Трав.             | Черв.             | Лип.              | Серп.             | Вер.              | Жовт.             | Лист.             | Груд.             |                   |
| Середній максимум, °C                                                                | 31,7              | 31,0              | 27,2              | 21,4              | 16,7              | 12,9              | 12,5              | 15,7              | 18,6              | 23,2              | 27,7              | 30,5              |                   |
| Середня температура, °C                                                              | 23,5              | 22,6              | 18,5              | 13,5              | 9,2               | 6,3               | 5,6               | 8,3               | 11,2              | 15,7              | 19,8              | 22,7              |                   |
| Середній мінімум, °C                                                                 | 15,3              | 14,4              | 11,2              | 6,9               | 3,0               | 1,0               | −0,1              | 1,6               | 4,0               | 8,1               | 11,7              | 14,6              |                   |
| Норма опадів, мм                                                                     | 12.7              | 10.0              | 33.2              | 11.3              | 10.1              | 25.1              | 17.8              | 11.2              | 23.8              | 10.7              | 7.9               | 8.9               |                   |
| ------------------------------------------------------------------------------------ | ----------------- | ----------------- | ----------------- | ----------------- | ----------------- | ----------------- | ----------------- | ----------------- | ----------------- | ----------------- | ----------------- | ----------------- | ----------------- |
| Джерело: http://www.smn.gov.ar/?mod=clima&id=30&provincia=Neuqu%E9n&ciudad=Neuqu%E9n |                   |                   |                   |                   |                   |                   |                   |                   |                   |                   |                   |                   |                   |

## Адміністративний поділ
Місто Сентенаріо поділяється на такі райони:
- Вілья Обрера (ісп. Villa Obrera)
- Х. М. де Росас (ісп. J. M. de Rosas)
- Елуні І (ісп. Eluney I)
- Елуні ІІ (ісп. Eluney II)

## Туризм
У місті Сентенаріо знаходяться такі музеї:
- Муніципальний історичний музей і архів (ісп. Museo y Archivo Histórico Municipal) створений 20 листопада 1938 року у будівлі першої школи Сентенаріо. 1984 року будинок музею було визнано історичною пам'яткою.
- Музей Еміліо Манкеао (ісп. Museo Particular Emilio Manqueao) має колекцію старовинних музичних інструментів, начиння, предметів побуту, ляльок, пляшок, друкарських машинок, велосипедів, особистих речей видатних людей Сентенаріо.
- Музей Гаррідо (ісп. Museo Particular del Sr. Garrido) має колекцію старовинних та сучасних предметів, предметів побуту (прасок, дзеркал, меблів, годинників), монет, телефонів, картин, інструментів, посуду тощо.

Іншою туристичною принадою міста є Алея Муралів (ісп. Paseo de los Murales), створена місцевим управлінням туризму. Муралі - це вид графіті, який прикрашає вільні стіни будинків, мури тощо. Перший мураль, присвячений історії міста, було створено у 2009 році. Він має розміри 66 м у довжину і 5 метрів у висоту.
У Сентенаріо знаходиться автодром Неукена, на якому регулярно проводяться спортивні змагання автомобілістів.
Для туристів проводяться екскурсії на підприємства Сентенаріо.
З 1989 року у Сентенаріо проводиться Фестиваль піонерів (ісп. Fiesta del Pionero), присвячений першим поселенцям цих місць. Щороку 11 жовтня святкується річниця міста. Наприкінці листопада проводиться ярмарок ремісників. 27 вересня у місті святкуються День Туризму.

## Транспорт
Громадський транспорт Сентенаріо представлений автобусами.
Місто сполучене з Неукеном провінційною трасою Nº 7.